# The X Factor
Pour les articles homonymes, voir X Factor.

The X Factor est une émission de télévision internationale dans la lignée de Pop Idol (Nouvelle Star en France). L'émission est produite par FremantleMedia et la société de production de Simon Cowell, SYCOtv. Elle est diffusée le samedi soir sur la chaine ITV au Royaume-Uni et sur TV3 en Irlande. Diverses versions de The X Factor ont fait leur apparition dans bon nombre d'autres pays. Le titre fait référence au petit quelque chose indéfinissable qui fait le talent d'une star.
Le programme repose essentiellement sur l'identification d'un talent en chant, bien que l'apparence, la personnalité, la présence scénique et la danse fassent partie des éléments importants pour le spectacle. Certains participants peuvent s'accompagner d'une guitare ou d'un piano, mais cela reste rare. Ce que le jury recherche avant tout est un potentiel à vendre auprès d'un large public aimant la musique pop.
Il y a quatre étapes dans la compétition :
- 1re étape : les auditions ;
- 2e étape : le camp d'entraînement ;
- 3e étape : les visites dans la maison des juges ;
- 4e étape : les prestations sur le plateau.

Simon Fuller, le créateur de Pop Idol, prétendait que le format de The X Factor était une copie de son propre programme, et, via sa société 19 TV, il déposa une plainte contre FremantleMedia, le producteur de The X Factor, Simon Cowell et ses sociétés Simco et Syco. En novembre 2005, la Haute Cour de justice à Londres commença les auditions des plaignants, et le résultat était attendu avec intérêt par les avocats des médias concernés pour son effet potentiel sur la situation juridique concernant le copyright du format. Toutefois, l'audience fut rapidement ajournée et un accord à l'amiable fut conclu à la fin du mois.

## Adaptations
- X Factor (Algérie)
- X-Factor (Arménie)
- X-Factor (Allemagne)
- The X Factor, XSeer Al Najah (Pays arabes)
- The X Factor (Australie)
- X Factor (Belgique)
- X Factor (Bulgarie)
- El factor X (Colombie)
- X Factor (Danemark)
- Factor X (Espagne)
- The X Factor (États-Unis)
- X Factor (Finlande)
- X Factor (France)
- The X Factor (Géorgie)
- The X Factor (Grèce)
- X-Faktor (Hongrie)
- The X Factor (Indonésie)
- X Factor (Islande)
- X Factor (Italie)
- X Factor (Norvège)
- The X Factor (Nouvelle-Zélande)
- X Factor (Pays-Bas)
- Factor X (Portugal)
- The X Factor (Philippines)
- The X Factor (Royaume-Uni)
- X Factor (Tchéquie)
- The X Factor (Ukraine)

## Les gagnants
- France : 
  - Sébastien Agius (2009)
  - Matthew Raymond-Barker (2011)

- États-Unis : 
  - Melanie Amaro (2011)
  - Tate Stevens (2012)
  - Alex & Sierra (2013)

- Royaume-Uni : 
  - Steve Brookstein (2004)
  - Shayne Ward (2005)
  - Leona Lewis (2006)
  - Leon Jackson (2007)
  - Alexandra Burke (2008)
  - Joe McElderry (2009)
  - Matt Cardle (2010)
  - Little Mix (2011)
  - James Arthur (2012)
  - Sam Bailey (2013)
  - Ben Haenow (2014)
  - Louisa Johnson (2015)
  - Matt Terry (2016)
  - Rak-Su (2017)
  - Dalton Harris (2018)

## Jeux vidéo
Le format a fait l'objet de deux adaptations en jeu vidéo de karaoké. The X-Factor: Sing est sorti en 2005 sur Windows et PlayStation 2. The X-Factor est sorti en  2010 sur PlayStation 3, Xbox 360 et Wii.